# Onciale 0131
- Papyrus
- Onciale
- Minuscules
- Lectionnaire

Le Codex 0131, portant le numéro de référence 0131 (Gregory-Aland), ε 81 (Soden), est un manuscrit du Nouveau Testament sur parchemin écrit en écriture grecque onciale.

## Description
Le codex se compose de 4 folios. Il est écrit en deux colonnes, de 22 lignes par colonne. Les dimensions du manuscrit sont 24,5 x 18,5 cm. Les experts datent ce manuscrit du IXe siècle,. Il contenant esprits et accents.
C'est un manuscrit contenant le texte incomplet de l'Évangile selon Marc (7,3-4.6-8.30-8,16; 9,2.7-9). 
Le texte du codex représenté type mixte. Kurt Aland le classe en Catégorie III. 
Le manuscrit a été examiné par Frederick Henry Ambrose Scrivener et J. Rendel Harris.
Lieu de conservation
Il est actuellement conservé à la bibliothèque de Trinity College (18, fol. 143-146; 45, fol. 1-2), à Cambridge.